# Martin Robert
Martin Robert est un journaliste canadien, chef d'antenne du Téléjournal Acadie en semaine sur les ondes de Radio-Canada Acadie (CBAFT) jusqu'en 2013.

## Biographie
Martin Robert a été chef d’antenne au réseau TQS, où il a travaillé plus de dix ans. En 2008, il rejoint Radio-Canada Acadie où il anime le Téléjournal du week-end. Le 30 janvier 2012, il remplace Abbé Lanteigne pour la présentation du Téléjournal de la semaine, et est remplacé par Martine Blanchard le week-end. En avril 2013, il annonce sa démission de Radio-Canada et « quitte la région pour des raisons familiales et personnelles ».